# Paskivka, Poltava
Paskivka (în ucraineană Пасківка) este un sat în comuna Novoselivka din raionul Poltava, regiunea Poltava, Ucraina.

## Demografie
Componența lingvistică a localității Paskivka
     Ucraineană (94,95%)
     Rusă (5,05%)
Conform recensământului din 2001, majoritatea populației localității Paskivka era vorbitoare de ucraineană (94,95%), existând în minoritate și vorbitori de rusă (5,05%).